# Alexander Voormolen
Alexander Nicolas Voormolen (Rotterdam, 3 maart 1895 – Leidschendam, 12 november 1980) was een Nederlandse componist.

## Familie
Voormolen was zoon van Alieda/Aleida Maria Wentholt (verre familie van Jean-Philippe Rameau) en de Rotterdamse hoofdcommissaris Willem Voormolen, die overleed toen Alexander veertien was (1909). In 1913 overleed zijn moeder; hij was toen 18. In 1918 trouwde hij met predikantsdochter Marcelle Henriette Chouillet; een echtscheiding volgde twee jaar later. In 1928 trouwde hij in Oxford met Alice Clifford Grierson (in de jaren twintig geportretteerd door Isaac Israels), dochter van Herbert John Clifford Grierson, professor Engelse letterkunde aan de Universiteit van Edinburgh. Ook dit huwelijk hield niet lang stand, want ze hertrouwde in 1934 met arts Frederik van Nouhuijs. In later jaren raakte hij bevriend met zangeres/zangpedagoge Titi Fermin (1903-1994), dochter van concertzanger Adelin Fermin en leerlinge van Berthe Seroen. Voormolen overleed in verzorgings/verpleegtehuis Prinsenhof in Leidschendam; hij was langdurig ziek. Hij werd gecremeerd op Crematorium Ockenburgh in Den Haag. Zijn dochter uit het tweede huwelijk Alice Lucie Adrienne Voormolen was petekind van Lucie van Dam van Isselt  en jarenlang secretaresse bij het Nederlandse Rode Kruis.

## Opleiding
Voormolen studeerde piano bij Willem en Marinus Petri en compositie bij Johan Wagenaar aan de Toonkunst Muziekschool in Utrecht. Onder anderen Willem Pijper en Jacob van Domselaer waren zijn studiegenoten. Hij ging naar Parijs in 1915 op uitnodiging van dirigent Rhené-Bâton (die in 1916 Voormolens werk Prelude uitvoerde in het Kurhaus), waar hij studeerde bij Albert Roussel en kennismaakte met onder anderen Maurice Ravel en Frederick Delius.

## Activiteiten
Voormolen keerde terug naar Nederland in 1919 en vestigde zich in Veere, vanaf 1923 in Den Haag. Hij was lange tijd muziekrecensent bij de Nieuwe Rotterdamsche Courant en bibliothecaris van het Koninklijk Conservatorium in Den Haag. 

## Composities
Begrijpelijkerwijs werd Voormolen aanvankelijk vooral beïnvloed door het Franse impressionisme. Later worden meer Nederlandse invloeden gehoord, waarneembaar in zijn composities Tableaux des Pays-Bas, twee "kinderboeken" (1920 en 1924), de beide Baron Hop suites (1924 en 1931, geïnspireerd door het Haagse hofleven in de 18e eeuw) en de Pastorale voor hobo en strijkorkest (1940). Voormolen was een bewonderaar van Louis Couperus. Hij componeerde een aantal orkestwerken geïnspireerd door Couperus, zoals Eline (1957, naar Eline Vere) en de Kleine Haagse suite (1939). De Canzone uit het hoboconcert is als herkenningsmelodie gebruikt voor de televisieserie De kleine zielen naar de roman van Couperus. Tot slot is de invloed van Max Reger en Anton Bruckner te horen in latere werken, zoals de Sinfonia Concertante (1951) en de Ciacona e fuga (1958).
Hij droeg zijn werk Manchmal geschieht es in tiefer Nacht (gedicht van Rainer Maria Rilke) op aan Lien Korter, en zijn werk Madrigal (1969) aan zangeres Elisabeth Cooymans op. Werken van hem werden gespeeld door de grote orkesten. Zo speelde het Concertgebouworkest Sinfonia onder leiding van Willem Mengelberg; die combinatie gaf ook uitvoeringen van De drie ruitertjes en Baron Hop-suite nr. 2. Voormolen stond ook vier maal zelf voor het orkest, op één daarvan vond een uitvoering plaats van zijn Concert voor twee hobo’s met als solisten Haakon Stotijn en Jaap Stotijn. Het werk werd in diezelfde combinatie ook gespeeld onder leiding van Eduard van Beinum, Willem Mengelberg, Hein Jordans en Jean Fournet. Werken van Voormolen stonden tijdens 39 concerten van dat orkest op de lessenaar. Ook het Residentie Orkest onder leiding van Willem van Otterloo en het Radio Symfonie Orkest onder leiding van Henk Spruit speelden zijn werk. 
Voormolen vernietigde na de Tweede Wereldoorlog een aantal van zijn werken, waaronder eerdergenoemde Sinfonia.  

## Prijzen en onderscheidingen
Voormolen kreeg in 1932 de Muziekprijs van de gemeente Den Haag voor zijn Air Willem V. In 1961 ontving hij de Johan Wagenaarprijs voor zijn gehele oeuvre, en de Visser Neerlandiaprijs voor Three songs on British verse (1948). In 1976 ontving hij de Penning van de Rotte van de gemeente Rotterdam. In 1978 kreeg hij het erelidmaatschap van de Haagsche Kunstkring aangeboden.
- Bibliothèque nationale de France: cb147971400 (data)
- Biografisch Portaal: 41227331
- Gemeinsame Normdatei: 1159735395
- International Standard Name Identifier: 0000 0000 8362 5532
- Library of Congress Control Number: n80057031
- MusicBrainz: fa50ba15-6484-4747-bc8e-a6f7b8273307
- Nationale Bibliotheek van Tsjechië: mzk2015869906
- Nationale Bibliotheek van Israël: 987007269548305171
- Nederlandse Thesaurus van Auteursnamen: 070229031
- Système universitaire de documentation: 192391364
- Trove: 846490
- Virtual International Authority File: 19945517
- WorldCat: E39PBJrKRMfvKKVyhbxxB3xJjC